# Miesięcznik Literacki (1966–1990)
Miesięcznik Literacki – czasopismo społeczno-literackie, wydawane w Warszawie w latach 1966–1990. Redaktorem naczelnym był Włodzimierz Sokorski, zastępcą redaktora naczelnego Andrzej Lam, sekretarzem redakcji Jan Wołosiuk i Aleksander J. Wieczorkowski. Zamieszczał prozę, poezję, eseje krytyczno-literackie, artykuły i dyskusje na tematy artystyczne, historyczne, filozoficzne i socjologiczne.
W skład zespołu redakcyjnego wchodzili trwalej, bądź byli z nim związani okresowo: Władysław Lech Terlecki (proza), Andrzej Kuśniewicz, Julian Przyboś (dział poezji; cykl Zapiski bez daty), Jerzy Putrament (felieton), Marian Piechal, Kazimierz Truchanowski, Stanisław Grochowiak (cykl refleksji osobistych Permisi non amisi), Ernest Bryll, krytycy Anna Bukowska (z-ca redaktora naczelnego, dział krytyki), Jerzy Stajuda (plastyka), Stanisław Witold Balicki (teatr), ponadto Czesław Madajczyk (po raz pierwszy w oficjalnym obiegu wskazał winnych zbrodni katyńskiej), Marian M. Drozdowski, Jan Danecki, Marek Siemek, Janusz Maciejewski. Bogdan Owczarek, Edmund Jan Osmańczyk, Marian Podkowiński, Klemens Krzyżagórski, Bogusław Jasiński.
Cykl Wszystko jest poezja publikował Edward Stachura. Ukazywały się uniwersyteckie wykłady pisarzy na temat sztuki literackiej: Melchiora Wańkowicza (O fundamentach pisarstwa), Jarosława Iwaszkiewicza (Ludzie i książki), Teodora Parnickiego (Rodowód literacki). O odkryciach archeologicznych pisał Kazimierz Michałowski.
W dziedzinie krytyki literackiej i artystycznej współpracowali m.in. Jan Błoński, Kazimierz Wyka, Artur Sandauer, Julian Rogoziński (felieton U poetów), Henryk Markiewicz,  Janusz Sławiński, Andrzej Mencwel, Michał Komar, Jan Pieszczachowicz, Tadeusz Nyczek (felieton Powiedz tylko słowo), Jarosław Klejnocki (przeglądy literatury drugiego obiegu), Mieczysław Porębski, Urszula Czartoryska, Andrzej Jakimowicz, Leszek Prorok, Stefan Morawski, Jerzy Koenig, Zbigniew Osiński (artykuły o teatrze Grotowskiego); felieton filmowy Z kina prowadził Krzysztof Teodor Toeplitz, cykl artykułów Medytacje semantyczne Anna Wierzbicka.
Całostronicowe rysunki zamieszczał w każdym numerze Jan Młodożeniec. Ukazywały się doroczne przeglądy literatury światowej pt. Forum.
Wśród tematów artystycznych i literackich powracała na łamy „Miesięcznika Literackiego” problematyka sztuki awangardowej wobec ciągłości kultury i ról pisarza w społeczeństwie; wśród historycznych – stosunek do II Rzeczypospolitej, istniejące na tym polu ograniczenia i zaniedbania, przemiany inteligencji polskiej oraz dzieje myśli lewicowej i ruchu robotniczego w różnych jego odłamach; wśród socjologicznych – skutki deformacji procesów awansu społecznego i rozwoju samorządności oraz konsekwencje naruszania równowagi środowiska naturalnego.
W dziale Archiwum ogłaszane były listy wybitnych pisarzy. Od 1969 czasopismo przyznawało doroczne nagrody w zakresie eseistyki literackiej i humanistycznej.
W pierwszym zeszycie po zawieszeniu „Miesięcznika Literackiego” w stanie wojennym (1982, nr 1–5, styczeń–maj) znalazło się oświadczenie Redakcji:

Pragniemy, aby cechujący nasze społeczeństwo pluralizm światopoglądowy i kulturalny stał się nie źródłem konfliktów i podziałów, lecz wartości wzbogacających ogół i pomocnych w zarysowaniu przyszłej wspólnej drogi.
Tak jak dotychczas, będziemy pojmować naszą służbę wobec literatury polskiej jako – nade wszystko – wsłuchiwanie się w jej głos i prowadzenie krytycznego dialogu w obecności naszych czytelników. Obok doraźnych uwikłań istnieją głębsze nurty, płynące przez pokolenia, i im chcemy dochować wierności. Przyznajemy się do naszych powojennych dziejów, które kształtowały biografie wewnętrzne wszystkich Polaków i stały się podłożem wielonurtowej, bogatej kultury. Nie wolno tego dorobku przekreślać, podobnie jak nie można uchylać się od wartościowania go ciągle na nowo. Obcy jest nam ten rodzaj uprzedzeń, czy wręcz nienawiści, który pod hasłami rewizji bądź odkłamania jakiegoś fragmentu dziejów niesie jeszcze groźniejsze fałsze i przemilczenia. Naszym głównym celem pozostaje torowanie drogi ku autentycznemu światu ludzkich wartości, a nie rozbudzanie łatwych emocji i utwierdzanie – zawsze konserwatywnych – stereotypów. Autentyczność wynika z wyznawania takich wartości, których żywot jest dłuższy niż chwilowe koniunktury i nastroje. Sprawiedliwość społeczna, mądra samorządność, pogłębiona wiedza o sensie własnego życia w danych przez historię warunkach, świadomość udziału we wzbogacaniu dorobku przekazanego tradycją – te dążenia nigdy nie tracą na znaczeniu, nawet wówczas, gdy może się wydawać, że nieprzychylny układ zdarzeń, ludzka małość i słabość obracają osiągnięte wyniki w ruinę. Dopiero z dystansu widać, że są to kolejne, nakładające się warstwy historii, która ma swoją ciągłość i logikę. Potrzeba wiele cierpliwości, aby z krzywd i urazów wyprowadzić czystą linię społecznego doświadczenia. Nie powinno nam tej cierpliwości zabraknąć.

W ostatnim numerze pisma zamieszczono pożegnanie z czytelnikami:

Słowo na pożegnanie z czytelnikami
Warunki materialne nie pozwalają na dalsze wydawanie „Miesięcznika Literackiego”. Nie chcemy w tym momencie dokonywać bilansu ani oglądać się wstecz. Wielki przełom, jaki przeżywa Polska, nie sprzyja wyważonym ocenom. Nie do nas też one należą. Mamy jednak przeświadczenie, że nie pracowaliśmy na próżno, że wraz z naszymi autorami wnosiliśmy w polskie życie umysłowe wartości, których nie musimy się wyrzekać. Bez nich bylibyśmy dziś w innym miejscu. W ciągu niemal dwudziestu czterech lat przesunęło się przez karty „Miesięcznika Literackiego” wiele prac wybitnych, wciąż żywych w pamięci czytelników. Nigdy też nie została zerwana ciągłość, mimo że zmieniał się zespół redakcyjny: towarzyszyliśmy literaturze i zajmowaliśmy się jej ideowym kontekstem w sposób wolny od doraźnych koniunktur, bez zaślepienia, ostentacji i partykularyzmu, myśląc o przyszłości dalszej niż najbliższy miesiąc czy rok. Może to doświadczenie przyda się w nadchodzących czasach i może ktoś będzie chciał je podjąć, jak to zawsze bywa — już w innym kształcie. Rozstajemy się z czytelnikami, żywiąc taką nadzieję.
                                                                                                                                                            Redakcja